# أكاديمية بطلي: أنت التالي
أكاديمية بطلي: أنت التالي (باليابانية: 僕のヒーローアカデミア THE MOVIE ユア ネクスト، بالروماجي: Boku no Hīrō Akademia za Mūbī Yuā Nekusuto) هو فيلم أنمي ياباني من نوع الأبطال الخارقين صدر في عام 2024، مبني على قصة أصلية تضم شخصيات من سلسلة مانغا أكاديمية بطلي من تأليف كوهي هوريكوشي. الفيلم من إنتاج استوديو بونز وتوزيع توهو، ومن إخراج تينساي أوكامورا وكتابة يوسكي كورودا، ويضم طاقمًا تمثيليًا يشمل كلًا من دايكي ياماشيتا، ونوبوهيكو أوكاموتو، ويوكي كاجي، وأياني ساكورا، وكايتو إيشيكاوا.
تدور أحداث الفيلم بعد آرك "خائن ثانوية الأبطال المرموقة" في المانغا، حيث يواجه إيزوكو ميدوريا شريرًا يحاول تقليد البطل الذي لطالما كان مصدر إلهامه وإعجابه.

## وصلات خارجية
- الموقع الرسمي
 (باليابانية)
- أكاديمية بطلي: أنت التالي (فيلم) في شبكة أخبار الأنمي
- أكاديمية بطلي: أنت التالي في قاعدة بيانات الأفلام على الإنترنت